# قلعه مرز
قلعه مرز، روستایی از توابع بخش مرکزی شهرستان بجنورد در استان خراسان شمالی ایران است.

## جمعیت
این روستا در دهستان آلاداغ قرار دارد و براساس سرشماری مرکز آمار ایران در سال ۱۳۸۵، جمعیت آن ۱۱۹ نفر (۳۲خانوار) بوده‌است.و دارای 3 نفر شورا و یک دهیار میباشد. 
شغل اصلی مردم کشاورزی ودامداری میباشد